# Styl preriowy

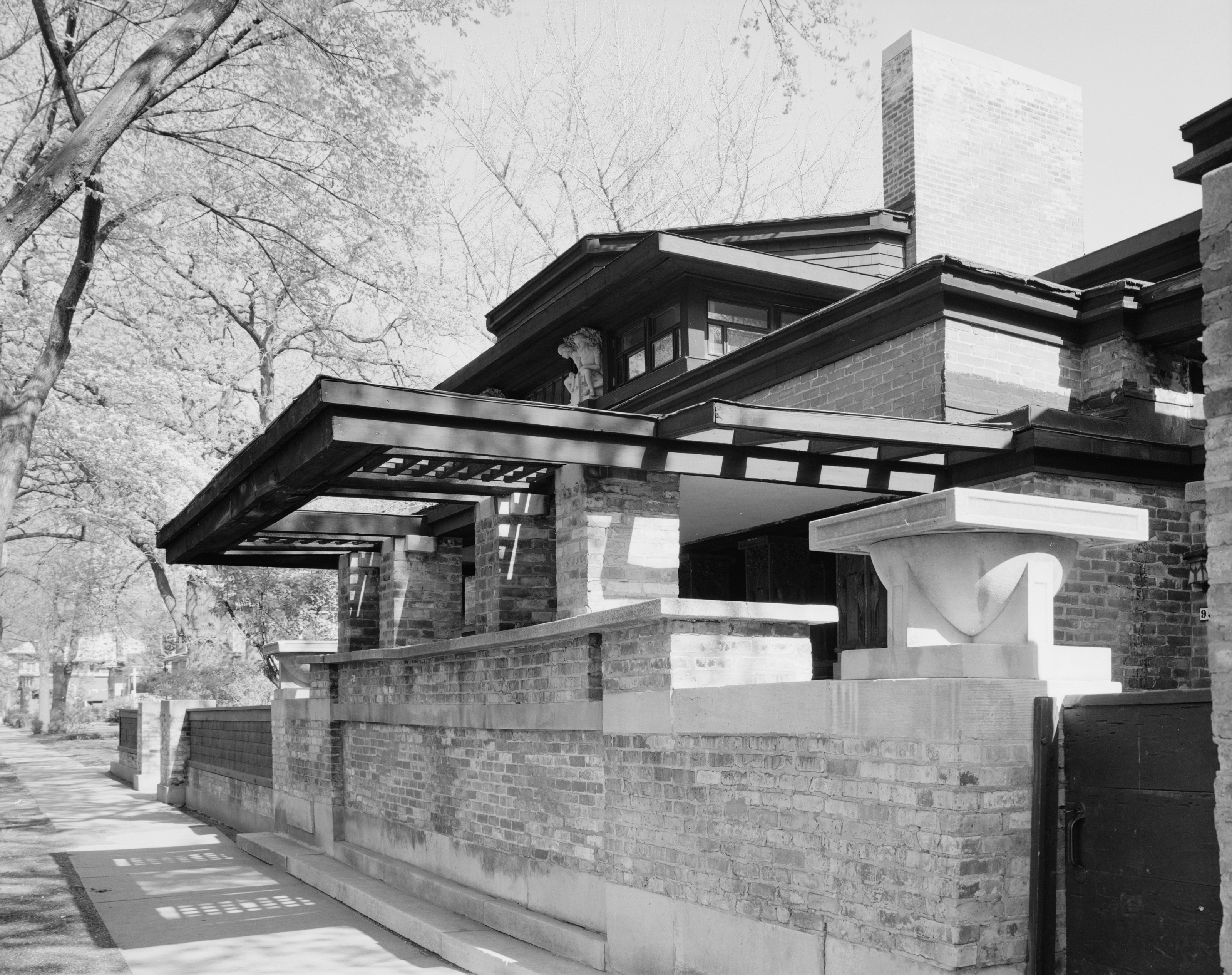
Dom Franka Lloyd Wrighta, Oak Park, Illinois, USA

Styl preriowy (ang. Prairie School) – styl w architekturze, a także w sztuce ogrodowej. Ukształtował się pobudzony ruchem Arts and Crafts. Styl preriowy w architekturze zainspirowany został w latach 1900–1916 przez Louisa H. Sullivana, a rozwijał go w swoich projektach Frank Lloyd Wright. Był próbą rozwinięcia rodzimego północnoamerykańskiego stylu architektury, który nie łączył elementów projektowych i estetyki z wcześniejszymi stylami europejskiej architektury klasycznej. Nazwa preriowy wynika z dominującej poziomości większości budynków, która odzwierciedla szerokie, płaskie, bezdrzewne przestrzenie środkowo-zachodnich Stanów Zjednoczonych.

## Cechy charakterystyczne
Nurt preferował szerokie widoki horyzontalne oraz miał za zadanie podkreślać unikatowy charakter krajobrazu. Przejawiał również pogardę dla geometryzacji.